# Nož (1999.)
Nož (srpski: Нож), srpska ratna drama snimljena 1999. godine. Scenarij su pisali Miroslav Lekić, Slobodan Stojanović i Igor Bojović na osnovi istoimenog romana Vuka Draškovića. U glavnim ulogama su Žarko Laušević i Bojana Maljević. Film ističe besmisao vjerskih podjela i osuđuje rješavanje vjerskih nesuglasica nasiljem. Ovo je gotovo epska priča, koja kroz priču likova govori o priči naroda i zlu koje se ponavlja kao prokletstvo kroz stoljeća. U potrazi za svojim korijenima, glavni junak filma otkriva nešto mnogo dublje i suptilnije. Kroz potragu za vlastitom samobitnošću on sve više upada u zatvoreni krug motivacije zla. Film je ljubavni triler s epskim sastavnicama, a ljubav je njegov ključni potencijal koji pokazuje kako iznad svakog osjećaja zla postoji još dublji i snažniji osjećaj.
Na 34. filmskim susretima 1999. u Nišu četiri glumca iz ovog filma dobili su nagrade. Ljiljana Blagojević za najbolju žensku ulogu dobila je nagradu Carica Teodora, a Aleksandar Berček za najbolju mušku ulogu nagradu Car Konstantin. Bojana Maljević dobila je povelju za najbolju žensku ulogu, a Svetozar Cvetković nagradu za najbolju epizodnu mušku ulogu.

## Radnja
Glavna nit filma prati život Ilije Jugovića/Alije Osmanovića, dok sporedna radnja prati događaje iz života Atifage Tanovića.
Događaji počinju u jednom selu kraj Gacka tijekom Drugog svjetskog rata. Jugovići (Srbi) i Osmanovići (muslimani) susjedi su i kumovi zavađeni oko granice između njihovih imanja. Hodža Vehbija je svjestan kako Osmanovići potječu od Jugovića te na njegovo inzistiranje Osmanovići na Božić po julijanskom kalendaru 1942. naoružani upadaju u dom Jugovića. Tu izvrše stravičan pokolj cijele obitelji koja se bila okupila kako bi proslavila svoj blagdan, ali poštede malog Iliju, tek rođenu nekrštenu bebu. Njega odnesu u svoje selo i predaju ga Rabiji, čiji je muž ubijen prilikom silovanja Ilijine majke Ljubice te noći u pohodu na Jugoviće. Namjera im je da Rabija odgaja malog kao svoje dijete i da naprave od njega Muslimana koji će mrziti i ubijati Srbe. Protu Nićifora Jugovića spalili su zajedno sa seoskom crkvom.
Međutim, u Osmanoviće upadaju četnici i pokolju Muslimane, ali Rabija se uspijeva sakriti na tavanu kuće s malim Ilijom, a četnici odnose njenog pravog sina Selima, vjerujući da je to srpsko dijete koje su Osmanovići oteli Jugovićima. Mali Ilija preživljava rat i odrasta kao Alija Osmanović uz Rabiju, vjerujući da mu je ona prava majka, a da su četnici odnijeli njegovog brata. Alija kasnije odlazi u Sarajevo na studije, ali ga slučaj njegovoga otetog brata proganja i on ga odlučuje pronaći. U Sarajevu se uz veliko negodovanje majke Rabije zaljubljuje u Srpkinju Milicu. Prilikom jednog posjeta Osmanovićima gotovo slučajno susreće seoskog hodžu, tajanstvenog čovjeka poznatog kao „Sikter“ efendija. Uz njegovu pomoć Alija, tj. Ilija, saznaje strašnu istinu o svom podrijetlu i istina se počinje otkrivati.

## Odstupanja od romana
Kraj filma bitno odstupa od kraja romana, u svijetlu oružanih sukoba na području Bosne i Hercegovine tijekom devedesetih godina 20. stoljeća, koji su omogućili radnji filma dati jednu novu dimenziju koja u romanu ne postoji. Na kraju filma, Ilija (odnosno Alija, koji se vratio svom srpskom imenu i samobitnosti) tijekom rata ukršta puteve sa Selimom Osmanovićem, koji je kao beba ukraden od Ilijine pomajke Rabije. Selim, kojeg su ukrali četnici, odgojen je kao Srbin (pod imenom Miloš) i zapovjednik je jedne jedinice srpske vojske. Kada Miloš legitimira Iliju, otkriva da su obojica navodno rođeni u istom selu u isto vrijeme, i sumnja da je Ilija špijun s lažnom samobitnošću. U međusobnom sukobu, koji prijeti tragičnim završetkom, otkrivaju strašnu istinu i konačno pronalaze jedan drugog.
Međutim, u romanu ova scena uopće ne postoji, jer je roman prvi put objavljen više od deset godina prije početka sukoba u Jugoslaviji. U romanu, Ilija i Selim se također sreću i upoznaju na kraju, ali pod potpuno drugim okolnostima. Naime, kada Milan Vilenjak posjeti Atifagu Tanovića kako bi osvetio svog strica, Atifaga mu otkriva istinu o Jugovićima i Osmanovićima, ali mu također otkriva i da je on (Vilenjak) zapravo Selim Osmanović, kojeg su ukrali četnici i odgojili kao Srbina. Ipak, u filmu su Vilenjak i Selim Osmanović dva različita lika.

## Uloge
- Žarko Laušević kao Alija Osmanović/Ilija Jugović
- Bojana Maljević kao Milica Janković
- Aleksandar Berček kao Halil „Sikter“ efendija
- Ljiljana Blagojević kao Rabija Osmanović
- Petar Božović kao Sabahudinaga/Atifaga Tanović
- Nikola Kojo kao Hamdija/Milan Vilenjak
- Velimir Bata Živojinović kao prota Nićifor Jugović
- Svetozar Cvetković kao Komandir Miloš/Selim Osmanović
- Dragan Maksimović kao Zulfikar Osmanović
- Josif Tatić kao Kemal Osmanović
- Dragan Nikolić kao hodža Vehbija
- Dragan Zarić kao Đorđe Vilenjak
- Nenad Jezdić kao mladi Atifaga Tanović
- Mira Banjac kao Nena Hikmeta
- Slobodan Ćustić kao Husein Osmanović
- Marko Baćović kao četnički vojvoda
- Cvijeta Mesić kao Miličina tetka
- Branimir Brstina kao vojnik u džipu
- Dubravko Jovanović kao Bratomir Jugović
- Goran Sultanović kao ustaški zapovjednik
- Vladan Dujović kao ustaški bojnik
- Vojin Ćetković kao Ljubo Nikšićanin
- Mihajlo Bata Paskaljević kao slastičar
- Dušan Tadić kao profesor medicine
- Bojana Kovačević kao Ljubica Jugović
- Ras Rastoder kao vozač
- Miodrag Krivokapić kao Risto Krivodolac

...

## Poznati citati
Kako ti se zvao otac?
 
-Husein.
 
A njegov otac?
 
-Kemal.
 
Čiji je Kemal?
 
-Šefkijin.
 
Dalje?
 
Šefkija Ibrov. Ibro Rušidov. Rušid, Ekrem, Muslija pa Adem i Alija.
 
Dalje?
 
-Nema dalje, potonji je Alija. Tako sam učio od dedage.
 
Tko je rodio Aliju?
 
-Otkud ja znam? Opet neki Husein, neki Kemal...
 
Nije.
 
-Nego tko?
 
Pa već sam ti rekao. Njega su rodili Cvijeta i Spasoje Jugović. A ako ideš dalje sretat ćeš samo ovakva imena: Veljko, Dušan, Miloš, Vidak, Gojak, Vuk...
 
-I tako Srbin do Srbina sve do Darwinovog majmuna. Znaci trebamo pljunuti na ono što jesmo i biti ono što ne želimo biti.
 
-Ono smo što smo i tu nema prepravljanja.
(dijalog Halila „Sikter“ efendije i Alije Osmanovića/Ilije Jugovića)

## Vanjske poveznice
- Službena stranica
- Cijeli film na YouTubeu (službena usluga)